# Rolf Jelinski
Rolf Jelinski (* 4. Januar 1937; † 25. Dezember 2021) war ein deutscher Fußballtorwart, der von 1966 bis 1970 für die Betriebssportgemeinschaft Aktivist Böhlen in der Staffel Süd der zweitklassigen DDR-Liga aktiv war.

## Sportliche Laufbahn
1966 wurde Rolf Jelinski mit der BSG Aktivist Böhlen Meister der Bezirksliga Leipzig. Als 2. der Aufstiegsrunde qualifizierte sich die Mannschaft für die DDR-Liga. In der Saison 1966/67 gehörte Jelinski zwar zum Aufgebot der DDR-Liga-Mannschaft und bestritt auch die ersten vier Punktspiele. Danach setzte Trainer Armin Günther auf den vier Jahre jüngeren Hans-Werner Müller und Jelinski kam nur noch zu zwei weiteren Liga-Einsätzen. Am Saisonende musste die BSG Aktivist wieder in die Bezirksliga absteigen, stieg aber unter Mithilfe von Jelinski sofort wieder auf. In der neuen DDR-Liga-Saison 1968/69 beförderte Trainer Günther Rolf Jelinski mit 26 Einsätzen zur Nummer eins im Böhlener Tor. 1969/70 hatte Jelinksi nur in der Hinrunde seinen Stammplatz sicher. Er hütete während der Saison nur zwölfmal das Tor, danach bestimmte der neue Trainer Helmut Petzold den sieben Jahre jüngeren Dieter Wild zum Stammtorwart. Im Aufgebot für die Saison 1970/71 wurde Rolf Jelinski nicht mehr erwähnt und wurde auch danach nicht mehr im höheren Ligenbereich aufgeboten.